# Élisabeth Báthory
Élisabeth Báthory de Ecséd (Báthory Erzsébet en hongrois, Alžbeta Bátoriová-Nádasdiová en slovaque) est une comtesse hongroise de la famille princière des Báthory, née le 7 août 1560, et morte le 21 août 1614. Les accusations d'un pasteur luthérien, et de nombreux témoignages à charge, font d'elle l'une des plus célèbres meurtrières de l’histoire hongroise et slovaque : la « dame sanglante de Csejte (Čachtice) », du nom du château près de Trenčín (dans la Hongrie royale, aujourd’hui une partie de la Slovaquie), où elle vécut la plus grande partie de sa vie.
Après la mort de son mari, quatre complices supposés et elle sont accusés de sévices et de meurtres de filles et de jeunes femmes, dont le nombre reste incertain. Les chefs d'accusation sont cependant parfois discutés par les historiens, du fait qu'il n'existe pas de preuve en dehors de témoignages obtenus sous la contrainte et la torture. Sa condition noble lui évite un procès et l'exécution mais en 1610, elle est emprisonnée dans le château de Čachtice, où elle restera jusqu'à sa mort.
Le cas de Báthory a inspiré de nombreuses histoires et légendes, selon lesquelles elle se serait baignée dans le sang de ses victimes pour garder sa jeunesse — ce qui lui vaudra, entre autres, les surnoms de « Comtesse sanglante » ou de « Comtesse Dracula ». Si ces légendes sont largement mises en doute par les historiens modernes, elles persistent malgré tout dans les croyances populaires.

## Biographie

### Jeunesse et origines

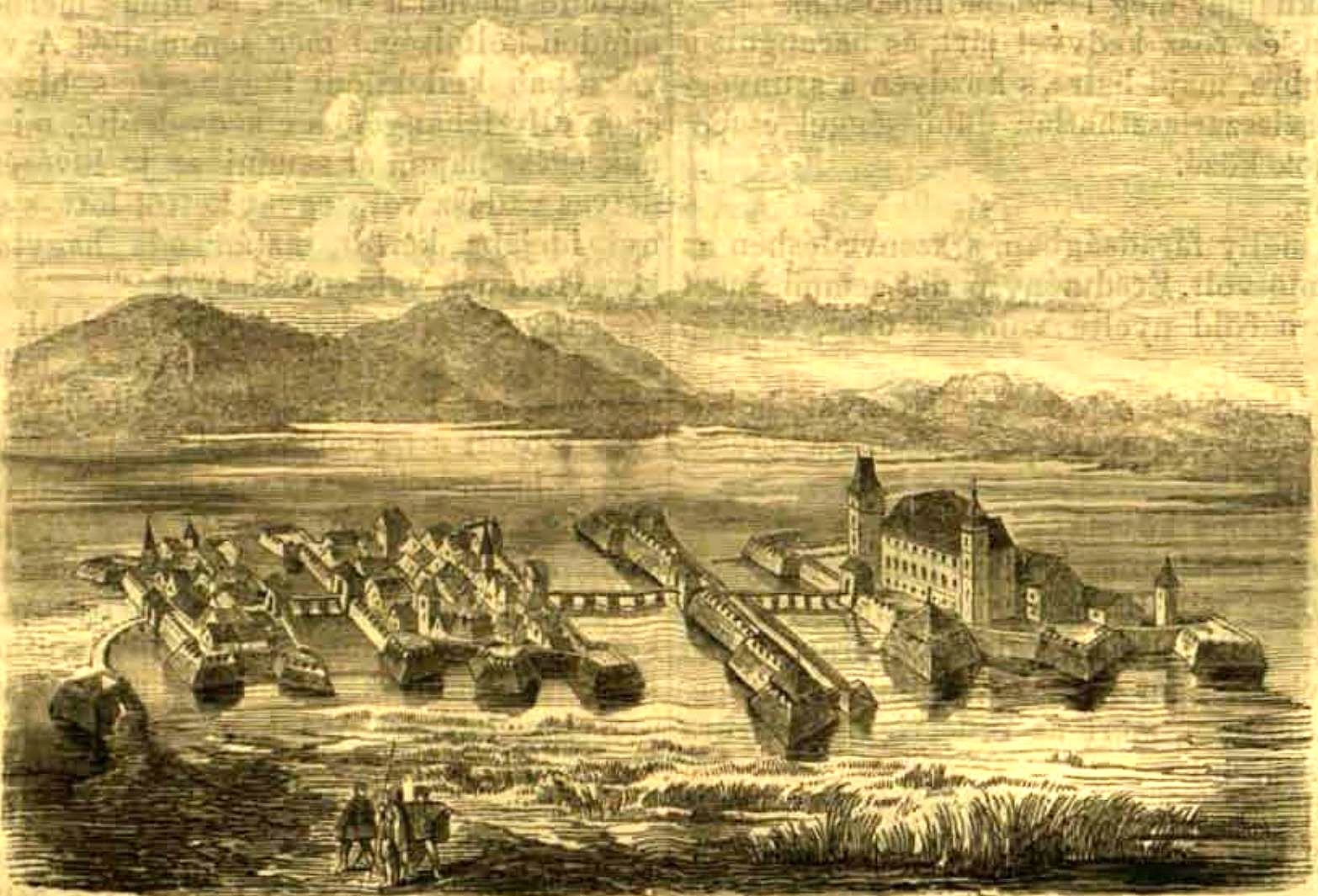
Ecsed, le lac et le vieux château.

Élisabeth Báthory naît dans une propriété familiale à Nyírbátor, dans le royaume de Hongrie, le 7 août 1560. Elle passe son enfance au château d'Ecsed.
Son père est György Báthory, un membre de la branche Ecsed de la famille Báthory, favorable aux Habsbourg. C'est l'un des frères d'André Báthory, gouverneur de la Transylvanie de 1552 à 1553 pour le compte des Habsbourg. Par sa mère Anna, issue de la branche Somlyó de la famille Báthory, elle est la nièce d'Étienne Báthory, prince de Transylvanie, qui deviendra roi de Pologne.

### Mariage

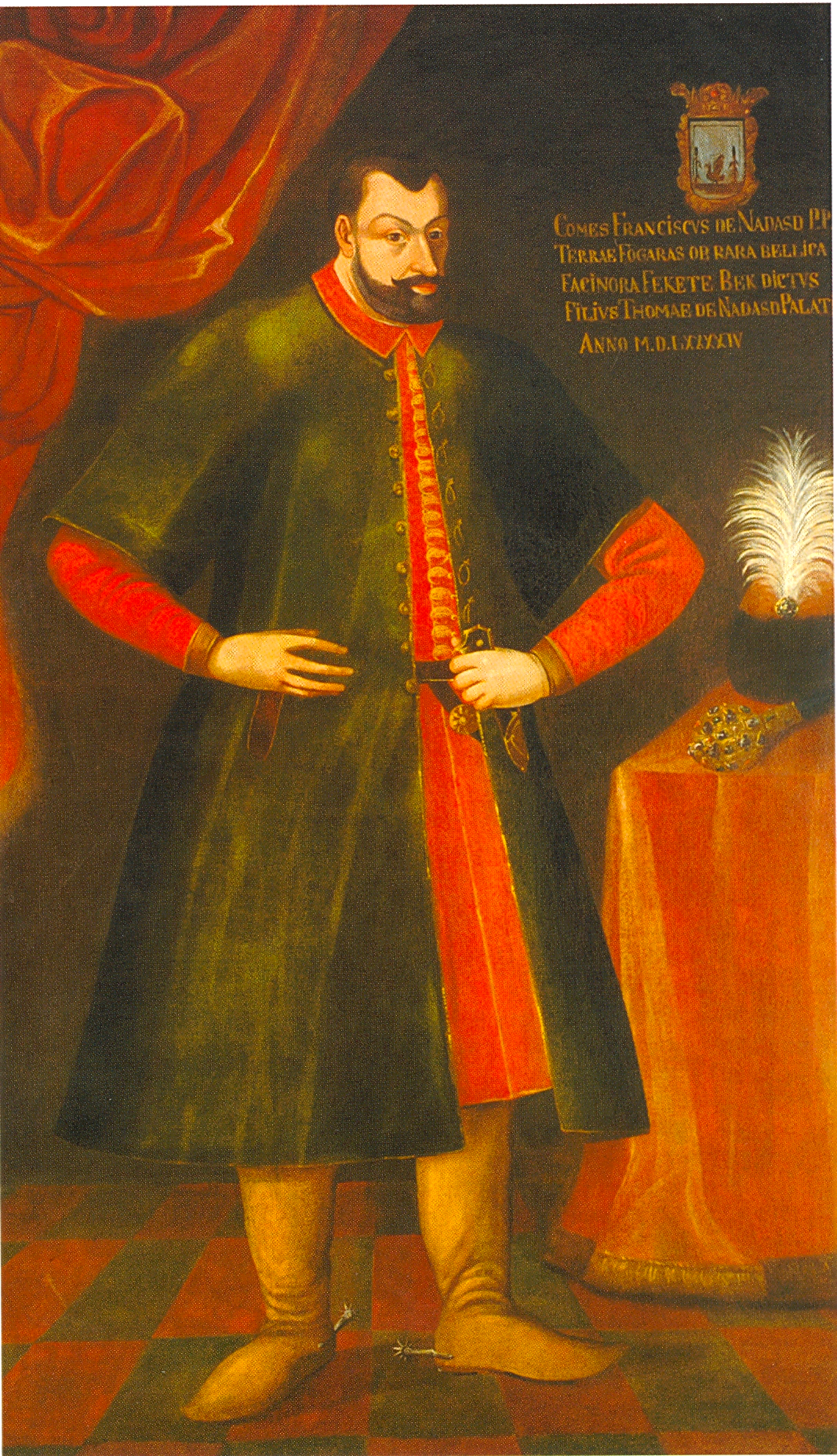
Ferenc I Nádasdy.

Dès l'âge de onze ans, Élisabeth est promise en mariage à Ferenc Nádasdy et confiée à sa future belle-mère, Orsolya Nádasdy, née Kanizsay de Kanizsa, laquelle la prépare à son devoir d'épouse et de mère.
Elle emménage au château de Sárvár. Là, elle aurait eu une amourette avec un paysan et aurait accouché d'une fille, morte à la naissance[réf. souhaitée]. En 1575, à l’âge de quinze ans, elle se marie avec Nádasdy, à Vranov nad Topľou.

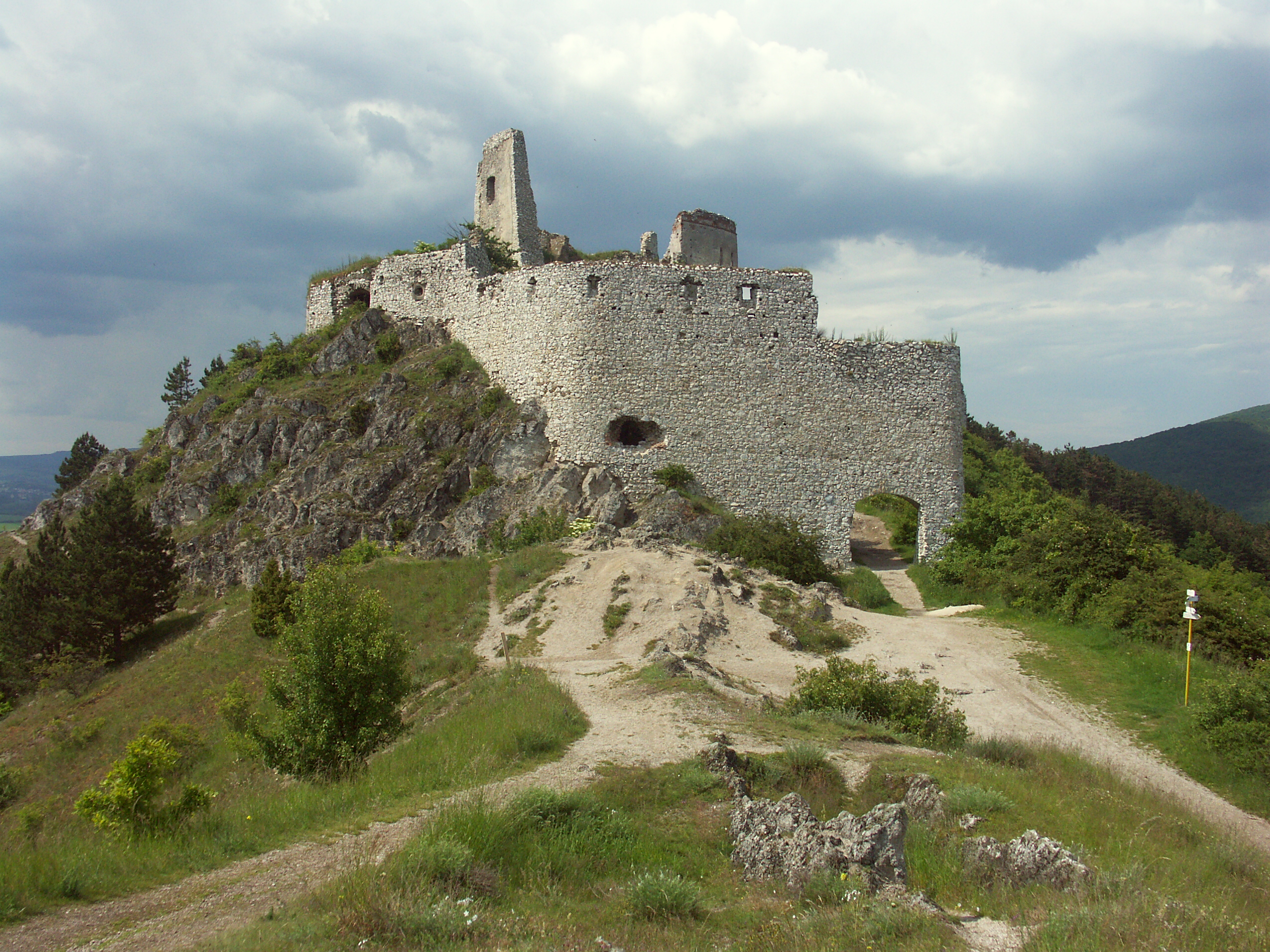
Ruines du château de Čachtice.

Ferenc lui offre comme cadeau de mariage le château de Čachtice, situé dans les Carpates, près de Trenčín, entouré d’un village et de champs. Nádasdy l'a acheté à l’empereur Rodolphe II du Saint Empire, ce qui en fait une propriété de la famille.
En 1578, Nádasdy devient commandant en chef des troupes hongroises, qu’il mène durant la guerre contre l'Empire ottoman. C'est, comme la plupart de ses homologues du temps, un homme courageux et cruel. Pendant les absences de son mari, Élisabeth Báthory gère leurs affaires.
Pendant les dix premières années de leur mariage, Élisabeth n'a pas d'enfant. En 1585, une fille, Anna, naît. Une autre fille, Orsolya, et un fils, Andras, suivent, mais tous les deux meurent en bas âge. Élisabeth donnera encore naissance à Katarina et à Pál, ce dernier étant né en 1598.
Durant la « Longue Guerre » contre les Ottomans (1593–1606), elle est chargée de la défense des propriétés de son mari. La menace est sérieuse : le village de Čachtice a été pillé par les Turcs en 1599, et Sárvár, situé près de la frontière qui sépare la Hongrie royale et la Hongrie ottomane, est en plus grand danger encore.
Élisabeth est une femme cultivée, sachant lire et écrire en hongrois, allemand, slovaque, roumain, grec et latin. D’après les lettres qu’elle a laissées, on connaît plusieurs cas où elle intervient en faveur de nécessiteux, notamment une femme dont le mari avait été capturé par les Turcs, ainsi qu'une autre dont la fille avait été violée et mise enceinte.
Son mari meurt en 1604, à l’âge de quarante-huit ans. Son décès pourrait être lié à une blessure reçue au combat mais, selon d’autres sources[Lesquelles ?], il aurait été assassiné par une prostituée, ou bien par le général Giorgio Basta, un condottiere italien au service des Habsbourg, combattant contre les Báthory en Transylvanie.

### Arrestation

#### Enquête
Entre 1602 et 1604, le pasteur luthérien István Magyari vient dénoncer publiquement à la cour de Vienne des atrocités qui, selon la rumeur, auraient été commises par Élisabeth Báthory.
Les autorités mettent un certain temps avant de répondre aux plaintes de Magyari. Finalement, en 1610, l'empereur Matthias Ier du Saint-Empire charge György Thurzó, palatin de Hongrie, de l'enquête. En mars 1610, Thurzó demande à deux notaires de rassembler des preuves.
Avant même d’avoir obtenu des résultats, Thurzó commence à négocier avec le fils d’Élisabeth et ses deux beaux-fils. Un procès et une exécution causeraient un scandale public et jetteraient la disgrâce sur une famille noble et influente ; la fortune d’Élisabeth — considérable — serait saisie par la couronne. Thurzó se résout à assigner la comtesse à résidence.

#### Accusations
On dénombre plus de 300 témoignages collectés en 1610 et 1611. Les rapports du procès comprennent les témoignages des quatre accusés, ainsi que ceux de treize autres témoins, notamment le « castellan », et le reste du personnel du château de Sárvár.
Ses premières victimes seraient de jeunes paysannes de la région, attirées à Čachtice par des offres de travail bien payées pour être servantes au château. Plus tard, elle aurait commencé à tuer des filles de la petite noblesse, envoyées chez elle par leurs parents pour y apprendre l’étiquette. Des rapts semblent aussi avoir été pratiqués.
La description de tortures mises en évidence durant le procès sont souvent fondées sur le ouï-dire. Parmi les atrocités décrites on cite notamment :
- de longs passages à tabac, entraînant souvent la mort ;
- des brûlures et autres mutilations des mains, parfois aussi sur le visage et les parties génitales ;
- des morsures atteignant des parties de peau du visage, des bras et du corps ;
- une exposition au froid entraînant la mort ;
- une mise à mort par dénutrition.

L’utilisation d’aiguilles sera aussi mentionnée au procès par les collaborateurs. Certains témoins mentionnent des proches qui seraient morts au château. D’autres rapportent des traces de torture sur des cadavres ; certains étaient enterrés au cimetière, d’autres dans des lieux divers.
Selon les déclarations des accusés, Élisabeth Báthory aurait torturé et tué ses victimes non seulement à Čachtice, mais également dans ses propriétés à Bécko, Sárvár, Deutschkreutz, Bratislava, Vienne et même sur le chemin entre ces différents lieux.
En plus des accusés, plusieurs personnes sont mentionnées comme ayant fourni des jeunes filles à Élisabeth Báthory. Le nom d'Anna Darvulia est ainsi cité : c'était sans doute une femme des environs, dont la rumeur dit qu’elle aurait joué un rôle important dans le déclenchement des agissements sadiques d'Élisabeth Báthory. Elle serait cependant morte avant cette dernière.
Le nombre total de jeunes filles torturées et tuées par Báthory selon l'accusation reste inconnu, bien qu’on en mentionne une centaine entre les années 1585 et 1610. Les estimations diffèrent grandement. Szentes et Fickó en rapportent respectivement 36 et 37 au cours de leur période de service. Les accusés estiment le nombre à une cinquantaine ou plus. Le personnel du château de Sárvár évalue le nombre de corps retirés du château à 100, peut-être même 200. Un témoin au tribunal évoquera un carnet, dans lequel un total de 650 victimes aurait été consigné par Báthory elle-même. Ce carnet n’a été mentionné nulle part ailleurs et n’a jamais été découvert ; cependant, ce nombre fait partie de la légende entourant Báthory.
Tous ces chefs d'accusation sont pris avec prudence par les historiens car, comme le souligne la BBC, « la nature du procès rend toutes les preuves fournies suspectes, car elles ont été extirpées sous la torture ou des menaces de torture ». Point que souligne également l'historien Miklós Molnàr, spécialiste de la Hongrie qui n'exclut pas que toute cette affaire ait été un coup monté pour faire main basse sur la fortune d'Erzsébet Báthory et mettre fin à son pouvoir, les témoins ayant inventé ou exagéré des faits dans le seul but de mettre fin à leur supplice. Par ailleurs, Molnár souligne aussi qu'aucun corps n'a été trouvé et que la comtesse n'a pas eu la possibilité de se défendre contre ces accusations, et il conclut ainsi : « Il est possible qu'elle ait commis ces crimes, rien n'est exclu, mais rien n'est prouvé. »
Certaines légendes populaires véhiculent également l'idée selon laquelle la comtesse se serait baignée dans le sang de ses victimes pour conserver sa jeunesse. Mais comme le notent des historiens comme Radu Florescu (en), Raymond Mcnally (en) et Molnàr, « cette accusation est absente des procès-verbaux et des correspondances » et n'est soutenue par aucune preuve, ni aucun témoin. Les essayistes Elizabeth Miller et Michel Meurger soulignent la crédulité de certains universitaires exégètes de Dracula face aux inventions romanesques de l'ouvrage de l'écrivaine surréaliste Valentine Penrose, Erzsébeth Bathory : La Comtesse sanglante (Paris, Mercure de France, 1962), « biographie frelatée et véritable roman noir [qui] accumule les motifs gothiques : bains de sang, machines à assassiner [dont une fictive vierge de fer], tortures prolongées. L'histoire, prise en otage, devient le simple décor d'une mise en scène des fantasmes sadiques de Valentine Penrose. » Ainsi, le professeur angliciste Jean Marigny continue-t-il d'évoquer les « bains de sang » censément pris par Élisabeth Báthory bien que « l'assertion n'appara[isse] qu'au XVIIIe siècle, peut-être en relation avec la vogue du vampirisme », précise Michel Meurger, regrettant que les chercheurs français recourent trop souvent à Penrose plutôt qu'aux études historiques sérieuses d'universitaires hongrois ou allemands.
En 1984, l'historien hongrois László Nagy (hu) avança une théorie selon laquelle Élisabeth Báthory n'aurait pas commis ces crimes et aurait été victime d’une conspiration. Cette théorie a été cependant rejetée par György Pollák en 1986. Néanmoins, en 1997, le Mourre, dictionnaire encyclopédique d'histoire, mentionne la thèse de László Nagy et la considère comme possible :

« Il est possible que les horrifiques chefs d'accusations aient été inventés par certains membres de la famille pour soustraire Erzsébet à l'accusation suprême de haute trahison, car elle voulait contribuer avec ses gens d'armes et avec sa fortune personnelle à la lutte de son cousin Gabriel Báthory, prince de Transylvanie, contre les Habsbourg. Pour dissimuler l'action politique de la comtesse et pour éviter ainsi que la famille ne fût compromise, son mari a préféré qu'elle fût accusée de crimes de droit commun. »

#### Procès
Thurzó se rend à Čachtice le 29 septembre 1610, et fait arrêter Élisabeth Báthory, ainsi que quatre de ses serviteurs, accusés d’être ses complices. On dit que les hommes de Thurzó auraient trouvé le corps d’une fille morte et celui d'une mourante. Une autre femme est trouvée blessée, d’autres enfermées.
Tandis que la comtesse est assignée à résidence — et elle le restera jusqu'à sa mort — ses complices sont poursuivis. Un procès, préparé à la hâte, se tient le 7 janvier 1611 à Bytča, présidé par le juge de la Cour royale suprême, Theodosious Syrmiensis de Szuló, et vingt juges associés. Élisabeth elle-même ne comparaît pas au procès.
Les accusés au procès sont : 
- Dorottya Szentes, désignée aussi sous le nom de Dorkó,
- Ilona Jó,
- Katalin Benická,
- Le nain János Újváry, Ibis ou Ficzkó.

Dorkó, Ilona et Ficzkó sont reconnus coupables et exécutés. Dorkó et Ilona ont les doigts arrachés, avant d’être jetées au feu, tandis que Ficzkó, dont la culpabilité est jugée moindre en raison de son jeune âge, est décapité avant d’être jeté aux flammes. Un échafaud public est érigé près du château pour montrer que justice a été rendue. Katalin Benická est condamnée à une sentence de prison à vie, car elle a agi uniquement sous la contrainte et l’intimidation des autres, comme l'attestent les témoignages.

### Dernières années et mort
Élisabeth, jamais poursuivie au tribunal, reste assignée à résidence dans une seule pièce de son château et ce jusqu’à sa mort.
Le roi Matthias Ier du Saint-Empire incite Thurzó à la traîner en justice. Deux notaires sont envoyés pour collecter de nouveaux témoignages. Cependant, les lettres échangées entre l’Empereur et le Palatin, entre 1611 et 1613, laissent penser que Thurzó n’était pas enclin à attaquer la comtesse.
Le 21 août 1614, Élisabeth Báthory meurt dans son château. Elle est enterrée à l’église de Čachtice.
Elle avait rédigé un testament quelque temps auparavant, léguant deux de ses châteaux à sa fille Katharina, mais Pal étant l'unique héritier mâle, c'est à lui que reviendront tous les biens d'Élisabeth.

## Ascendance
|  |                                     |  |  |  |  |  |  |  |  |  |  |  |  |  |  |  |
|  | 16. Étienne Báthory de Ecsed        |  |  |  |  |  |  |  |  |  |  |  |  |  |  |  |
|  |                                     |  |  |  |  |  |  |  |  |  |  |  |  |  |  |  |
|  |                                     |  |  |  |  |  |  |  |  |  |  |  |  |  |  |  |
|  | 8. André Báthory de Ecsed           |  |  |  |  |  |  |  |  |  |  |  |  |  |  |  |
|  |                                     |  |  |  |  |  |  |  |  |  |  |  |  |  |  |  |
|  |                                     |  |  |  |  |  |  |  |  |  |  |  |  |  |  |  |
|  | 17. Barbara Buthkay                 |  |  |  |  |  |  |  |  |  |  |  |  |  |  |  |
|  |                                     |  |  |  |  |  |  |  |  |  |  |  |  |  |  |  |
|  |                                     |  |  |  |  |  |  |  |  |  |  |  |  |  |  |  |
|  | 4. André Báthory de Ecsed           |  |  |  |  |  |  |  |  |  |  |  |  |  |  |  |
|  |                                     |  |  |  |  |  |  |  |  |  |  |  |  |  |  |  |
|  |                                     |  |  |  |  |  |  |  |  |  |  |  |  |  |  |  |
|  | 18. Nicolas Drágfy de Béltek        |  |  |  |  |  |  |  |  |  |  |  |  |  |  |  |
|  |                                     |  |  |  |  |  |  |  |  |  |  |  |  |  |  |  |
|  |                                     |  |  |  |  |  |  |  |  |  |  |  |  |  |  |  |
|  | 9. Juliana Drágfy de Béltek         |  |  |  |  |  |  |  |  |  |  |  |  |  |  |  |
|  |                                     |  |  |  |  |  |  |  |  |  |  |  |  |  |  |  |
|  |                                     |  |  |  |  |  |  |  |  |  |  |  |  |  |  |  |
|  | 19. Eufémia Jakcs de Kusaly         |  |  |  |  |  |  |  |  |  |  |  |  |  |  |  |
|  |                                     |  |  |  |  |  |  |  |  |  |  |  |  |  |  |  |
|  |                                     |  |  |  |  |  |  |  |  |  |  |  |  |  |  |  |
|  | 2. Georges Báthory de Ecsed         |  |  |  |  |  |  |  |  |  |  |  |  |  |  |  |
|  |                                     |  |  |  |  |  |  |  |  |  |  |  |  |  |  |  |
|  |                                     |  |  |  |  |  |  |  |  |  |  |  |  |  |  |  |
|  | 20. Jean Rozgonyi de Rozgony        |  |  |  |  |  |  |  |  |  |  |  |  |  |  |  |
|  |                                     |  |  |  |  |  |  |  |  |  |  |  |  |  |  |  |
|  |                                     |  |  |  |  |  |  |  |  |  |  |  |  |  |  |  |
|  | 10. Étienne Rozgonyi de Rozgony     |  |  |  |  |  |  |  |  |  |  |  |  |  |  |  |
|  |                                     |  |  |  |  |  |  |  |  |  |  |  |  |  |  |  |
|  |                                     |  |  |  |  |  |  |  |  |  |  |  |  |  |  |  |
|  | 21. Marguerite Modrár               |  |  |  |  |  |  |  |  |  |  |  |  |  |  |  |
|  |                                     |  |  |  |  |  |  |  |  |  |  |  |  |  |  |  |
|  |                                     |  |  |  |  |  |  |  |  |  |  |  |  |  |  |  |
|  | 5. Catherine Rozgonyi de Rozgony    |  |  |  |  |  |  |  |  |  |  |  |  |  |  |  |
|  |                                     |  |  |  |  |  |  |  |  |  |  |  |  |  |  |  |
|  |                                     |  |  |  |  |  |  |  |  |  |  |  |  |  |  |  |
|  | 22. Nicolas Héderváry de Hédervár   |  |  |  |  |  |  |  |  |  |  |  |  |  |  |  |
|  |                                     |  |  |  |  |  |  |  |  |  |  |  |  |  |  |  |
|  |                                     |  |  |  |  |  |  |  |  |  |  |  |  |  |  |  |
|  | 11. Catherine Héderváry de Hédervár |  |  |  |  |  |  |  |  |  |  |  |  |  |  |  |
|  |                                     |  |  |  |  |  |  |  |  |  |  |  |  |  |  |  |
|  |                                     |  |  |  |  |  |  |  |  |  |  |  |  |  |  |  |
|  | 23. Ursula Henning                  |  |  |  |  |  |  |  |  |  |  |  |  |  |  |  |
|  |                                     |  |  |  |  |  |  |  |  |  |  |  |  |  |  |  |
|  |                                     |  |  |  |  |  |  |  |  |  |  |  |  |  |  |  |
|  | 1. Élisabeth Báthory de Ecsed       |  |  |  |  |  |  |  |  |  |  |  |  |  |  |  |
|  |                                     |  |  |  |  |  |  |  |  |  |  |  |  |  |  |  |
|  |                                     |  |  |  |  |  |  |  |  |  |  |  |  |  |  |  |
|  | 24. Étienne Báthory de Somlyó       |  |  |  |  |  |  |  |  |  |  |  |  |  |  |  |
|  |                                     |  |  |  |  |  |  |  |  |  |  |  |  |  |  |  |
|  |                                     |  |  |  |  |  |  |  |  |  |  |  |  |  |  |  |
|  | 12. Nicolas Báthory de Somlyó       |  |  |  |  |  |  |  |  |  |  |  |  |  |  |  |
|  |                                     |  |  |  |  |  |  |  |  |  |  |  |  |  |  |  |
|  |                                     |  |  |  |  |  |  |  |  |  |  |  |  |  |  |  |
|  | 25. Dorothée Várday de Kisvárda     |  |  |  |  |  |  |  |  |  |  |  |  |  |  |  |
|  |                                     |  |  |  |  |  |  |  |  |  |  |  |  |  |  |  |
|  |                                     |  |  |  |  |  |  |  |  |  |  |  |  |  |  |  |
|  | 6. Étienne Báthory de Somlyó        |  |  |  |  |  |  |  |  |  |  |  |  |  |  |  |
|  |                                     |  |  |  |  |  |  |  |  |  |  |  |  |  |  |  |
|  |                                     |  |  |  |  |  |  |  |  |  |  |  |  |  |  |  |
|  | 26. Jean Bánffy de Losonc           |  |  |  |  |  |  |  |  |  |  |  |  |  |  |  |
|  |                                     |  |  |  |  |  |  |  |  |  |  |  |  |  |  |  |
|  |                                     |  |  |  |  |  |  |  |  |  |  |  |  |  |  |  |
|  | 13. Sophie Bánffy de Losonc         |  |  |  |  |  |  |  |  |  |  |  |  |  |  |  |
|  |                                     |  |  |  |  |  |  |  |  |  |  |  |  |  |  |  |
|  |                                     |  |  |  |  |  |  |  |  |  |  |  |  |  |  |  |
|  | 27. Marguerite Malacz               |  |  |  |  |  |  |  |  |  |  |  |  |  |  |  |
|  |                                     |  |  |  |  |  |  |  |  |  |  |  |  |  |  |  |
|  |                                     |  |  |  |  |  |  |  |  |  |  |  |  |  |  |  |
|  | 3. Anne Báthory de Somlyó           |  |  |  |  |  |  |  |  |  |  |  |  |  |  |  |
|  |                                     |  |  |  |  |  |  |  |  |  |  |  |  |  |  |  |
|  |                                     |  |  |  |  |  |  |  |  |  |  |  |  |  |  |  |
|  | 28. Jean Telegdy de Kincstartó      |  |  |  |  |  |  |  |  |  |  |  |  |  |  |  |
|  |                                     |  |  |  |  |  |  |  |  |  |  |  |  |  |  |  |
|  |                                     |  |  |  |  |  |  |  |  |  |  |  |  |  |  |  |
|  | 14. Étienne Telegdy de Kincstartó   |  |  |  |  |  |  |  |  |  |  |  |  |  |  |  |
|  |                                     |  |  |  |  |  |  |  |  |  |  |  |  |  |  |  |
|  |                                     |  |  |  |  |  |  |  |  |  |  |  |  |  |  |  |
|  | 29. Isabelle Báthory de Ecsed       |  |  |  |  |  |  |  |  |  |  |  |  |  |  |  |
|  |                                     |  |  |  |  |  |  |  |  |  |  |  |  |  |  |  |
|  |                                     |  |  |  |  |  |  |  |  |  |  |  |  |  |  |  |
|  | 7. Catherine Telegdy de Kincstartó  |  |  |  |  |  |  |  |  |  |  |  |  |  |  |  |
|  |                                     |  |  |  |  |  |  |  |  |  |  |  |  |  |  |  |
|  |                                     |  |  |  |  |  |  |  |  |  |  |  |  |  |  |  |
|  | 30. Georges Bebek de Pelsőcz        |  |  |  |  |  |  |  |  |  |  |  |  |  |  |  |
|  |                                     |  |  |  |  |  |  |  |  |  |  |  |  |  |  |  |
|  |                                     |  |  |  |  |  |  |  |  |  |  |  |  |  |  |  |
|  | 15. Marguerite Bebek de Pelsőcz     |  |  |  |  |  |  |  |  |  |  |  |  |  |  |  |
|  |                                     |  |  |  |  |  |  |  |  |  |  |  |  |  |  |  |
|  |                                     |  |  |  |  |  |  |  |  |  |  |  |  |  |  |  |
|  | 31. Françoise Héderváry de Hédervár |  |  |  |  |  |  |  |  |  |  |  |  |  |  |  |
|  |                                     |  |  |  |  |  |  |  |  |  |  |  |  |  |  |  |
|  |                                     |  |  |  |  |  |  |  |  |  |  |  |  |  |  |  |

## Dans les arts et la culture populaire
Élisabeth Báthory inspirera de nombreuses légendes au cours des XVIIIe et XIXe siècles. Comme évoqué plus haut, le motif le plus récurrent dans les récits la concernant est celui qui la représente se baignant dans le sang de ses victimes, afin de garder beauté et jeunesse. Cette légende est apparue pour la première fois en 1729 sous la plume de László Turóczi (hu), un jésuite érudit, dans le livre Tragica historia, le premier écrit consacré à Báthory. Des historiens modernes comme Radu Florescu (en) et Raymond T. McNally (en) en ont conclu que les théories présentant la vanité comme motif des meurtres d’Élisabeth provenaient essentiellement de stéréotypes liés au rôle social des femmes à l’époque. On ne pouvait pas envisager que les femmes soient capables de violence gratuite.
Au début du XIXe siècle, la thèse de la vanité fut remise en question et le plaisir sadique fut considéré comme un motif plus plausible de ses crimes. En 1817, les rapports de témoignages, retrouvés en 1765, sont publiés pour la première fois prouvant que les histoires de bain de sang n’étaient que légende. Néanmoins, la légende a persisté dans l’imaginaire populaire, au point que certains motifs sont souvent pris pour des faits historiques. Certaines versions de l’histoire visaient clairement à véhiculer une morale dénonçant la vanité non féminine, tandis que d’autres visaient à distraire et faire frissonner par le caractère sensationnaliste et macabre. Les croyances autour de la comtesse constituent, de nos jours, des sources d'inspirations importantes dans la culture populaire en musique, dans les films, les livres, les jeux et les jouets. Elle inspirera également de nombreux personnages fictifs d'après l'image macabre façonnée par les légendes.

### Filmographie

#### Cinéma
- 1956 : Les Vampires (I vampiri) de Riccardo Freda et Mario Bava, ce film d'épouvante italien est le premier à évoquer ouvertement ce personnage au cinéma.
- 1971 : Dans le film, Les Lèvres rouges de Harry Kümel, Delphine Seyrig incarne la comtesse. La même année, Ingrid Pitt joua ce rôle dans Comtesse Dracula, de Peter Sasdy et dans Necropolis Viva l'incarne.
- 1973 : Cérémonie sanglante (Ceremonia sangrienta) , film espagnol de Jorge Grau sur l'histoire d'Erzsébet Báthory.
- 1974 : Walerian Borowczyk met en scène l'histoire d'Erzsébet Báthory dans le sketch des quatre Contes immoraux (1974) portant son nom. Elle est incarnée par Paloma Picasso.
- 1979 : Soif de sang (Thirst), film australien réalisé par Rod Hardy, qui ne met pas directement en scène Élisabeth Báthory mais sa descendante biologique.
- 1980 : La comtesse est le personnage central de la comédie parodique belge de Boris Szulzinger Mama Dracula.
- 2004 : Eternelle, film dans lequel Caroline Néron (rôle d'Elizabeth Kane), comme la comtesse Elizabeth Bathory, attire des jeunes femmes afin de les tuer pour se baigner dans leur sang dans le but de préserver sa jeunesse.
- 2006 : des éléments de l'histoire d'Élisabeth Báthory sont inclus dans le film d'horreur Stay Alive avec, notamment, Sophia Bush et Frankie Muniz. Il présente un jeu vidéo dans lequel se retrouvent enfermés les joueurs. Le jeu est basé sur la légende de la comtesse Báthory, qui en constitue même le boss final.
- 2007 : des éléments de l'histoire d'Élisabeth Báthory sont inclus dans le film d'horreur Metamorphosis (hu) avec, notamment, Christophe Lambert[32].
- 2007 : dans Hostel 2, film réalisé par Eli Roth, il est fait référence à Élisabeth Báthory lorsque Lorna, l'une des héroïnes est suspendue par les pieds et écorchée vive au dessus d'une baignoire dans laquelle une femme d'âge mûr enduit son corps du sang de sa victime avant de l'égorger.
- 2008 : le cinéaste slovaque Juraj Jakubisko (70 ans), surnommé le « Fellini de l'Est », sort son film Bathory, rebaptisé Chroniques d'Erzébeth dans sa version française : une version très personnelle, à grand spectacle, avec l'actrice britannique Anna Friel dans le rôle d'Élisabeth et Hans Matheson dans celui du peintre Caravage. Ce film à gros budget devient, dès sa sortie en République tchèque et en Slovaquie, le plus grand succès populaire de tous les films en salles.
- 2008 : Blood Countess, film tchéco-canadien de Lloyd A. Simandl.
- 2009 : le film La Comtesse, réalisé par Julie Delpy qui interprète le rôle-titre, s'appuie sur l'idée qu'une déception amoureuse après une hypothétique liaison avec le fils de Georgy Thurzo a été l'élément déclencheur de l'obsession sanguinaire de la comtesse, qui entreprend dès lors de saigner à blanc des jeunes filles vierges, utilisant à cet effet une vierge de fer. La cruauté générale de l'époque est montrée dès les premières séquences du film mais la pratique de tortures et mutilations gratuites par la comtesse n'est pas évoquée[33].
- 2015 : Le personnage de la comtesse, interprétée par Lady Gaga dans la 5e saison d’American Horror Story, est largement inspiré par Élisabeth Báthory[34].
- 2018 : L’épisode 2 de la deuxième saison de la série Mythes et Croyances retrace la légende d’Elisabeth Báthory.
- 2024 : La série "castlevania nocturne" introduit un personnage nommé Erzsebeth Báthory qui partage de nombreux points communs avec Elisabeth Báthory.

### Littérature, théâtre
- Carlos Atanes, Báthory, pièce de théâtre, Madrid.
- Giancarlo Ciarapica, Erzebeth de Bathory, pièce de théâtre, Caen, Chomant.
- (en) Kimberly L. Craft, Infamous Lady : The True Story of Countess Erzsébet Báthory, CreateSpace Independent Publishing Platform, 2009, 331 p. (ISBN 978-1-4495-1344-3).
- (en) Kimberly Craft, The Private Letters of Countess Erzsébet Báthory, Lexington, Ky, CreateSpace, avril 2011, 142 p. (ISBN 978-1-4610-6677-4, OCLC 756758950).
- (en) Kimberly L. Craft, Elizabeth Bathory : A Memoire : As Told by Her Court Master, Benedict Deseö, 2011.
- Valentine Penrose, La Comtesse sanglante, Paris, Mercure de France, coll. « Imaginaire », 1984 (réimpr. 2010) (1re éd. 1964), 234 p. (ISBN 978-2-07-070121-6, OCLC 79090912).
- Maurice Périsset, La Comtesse de sang, Paris, Pygmalion, coll. « Bibliothèque infernale », 2001 (1re éd. 1975), 253 p. (ISBN 978-2-85704-700-1, OCLC 47802995).
- Jacques Sirgent, Erzsebeth Bathory : le sang des innocentes, Rosières-en-Haye, Camion blanc, coll. « Camion noir », 2010, 237 p. (ISBN 978-2-35779-072-8, OCLC 707960267).
- Patrick McSpare, Comtesse Bathory, Saint-Laurent-du-Var, Panini books, coll. « Éclipse : fantasy », 2013, 376 p. (ISBN 978-2-8094-3383-8, OCLC 867595240).
- Guillaume Denis, Erzsébet Bathory, la légende sanglante, Toulouse, Vallée Heureuse, coll. « Personnages & créatures légendaires », 2014, 90 p. (ISBN 978-2-36696-017-4, OCLC 887482518).
- Poème d'Evane Luna, « Songe d'amour à Erzsébet Bathory », dans Folles sanguines, éditions Granit, 2017,  (ISBN 9782862812120).
- Claude Prin (de), Erzebeth, Edilig, coll. « Théâtrales », 1983, 95 p. (ISBN 978-2-85601-042-6).
- Le personnage apparaît de manière significative dans deux romans de Philippe Pratx : Le Soir, Lilith (2014,  (ISBN 978-2-343-02676-3) où tout un chapitre lui est consacré et Le Scénar (2020,  (ISBN 978-2-343-20797- 1) où son fantôme intervient à maintes reprises.

### Bande dessinée
- Élisabeth Bathory est l'un des personnages de la bande dessinée Requiem, Chevalier Vampire de Pat Mills et Olivier Ledroit. Dans un monde gouverné par le comte Dracula, où l'être le plus pervers est le plus puissant, elle est la compagne vampire de ce dernier[35].
- Elle est l'héroïne d'une bande dessinée pour adultes du dessinateur espagnol Raulo Cáceres (en), parue en espagnol sous forme d'album, en français dans une revue, et en anglais dans la revue Wetcomix en 1999 et sous forme d'album par Eros Comix en 2002 et 2007.
- Elisabeth Bathory est l'un des personnages dans le manga coréen horror collection de Lee so young publié en France par samji en 2009
- Élizabeth Bathory est le titre d'une bande dessinée de Pascal Croci, parue en 2009.
- Georges Pichard est également l'auteur d'une bande dessinée intitulée La Comtesse rouge (encyclopédie de la bande dessinée érotique, édition Rombaldi, 1985) et adaptée du récit éponyme de Sacher Masoch.
- Cédric Rassat et Emre Orhun retracent le parcours de la comtesse dans la bande dessinée Erzsebet, parue chez Glénat en 2010.
- Amaury Quétel (scénario et textes) et Lawrence Rasson (dessins) font de même dans la bande dessinée Elizabeth Bathory, Le Temps de l'Éveil, parue en septembre 2010 aux éditions Juste Pour Lire.
- Will illustre sa biographie romancée dans une courte histoire de l'Oncle Paul scénarisée par Yann et Conrad pour le no 2298 du journal Spirou paru en avril 1982, qui sera reprise en mai 1986 dans le recueil Les Histoires Merveilleuses des Oncles Paul publié par les éditions Vents d'Ouest.scénarisée
- Anne-Perrine Couët retrace son histoire dans la bande dessinée Bathory - la comtesse maudite, parue chez Steinkis en 2022.
- Le dixième de Montclair, laquelle assassine des jeunes filles et se baigne dans leur sang afin de préserver sa jeunesse.
- Jean-Pierre Pecau propose la bande dessinée Elisabeth Bathory, La comtesse sanglante, parue chez Delcourt en 2025 dans la série Les reines de sang.

### Musique
- Le compositeur Dennis Báthory-Kitsz (en), qui affirme être descendant probablement indirect de la comtesse[36], a écrit un opéra consacré au personnage intitulé Erzsébet : Elizabeth Bathory : The Opera.
- Le compositeur Charles Chaynes a également écrit un opéra intitulé Erzsebet, d'après l'ouvrage Vers Bathory de Ludovic Janvier.
- Erzsebeth le spectacle musical[37] de Stéphane et Brigitte Decoster avec Corentine Planckaert, Léo M., Nuno Resende, sortie de l'album en 2013[38].
- Le titre Erzsebeth est présent sur l'album Inferno 2 (la couleur du deuil) du rappeur VII et retrace les meurtres de la comtesse.

Les légendes macabres autour de la comtesse semblent aussi avoir constitué une source d'inspiration importante pour de nombreux groupes de metal.
- Le groupe de heavy metal britannique Venom s'est inspiré d'Élisabeth Báthory dans une chanson intitulée Countess Bathory sortie en 1982 sur l'album Black Metal.
- En 1983, Thomas Forsberg (plus connu sous le pseudonyme de Quorthon) lance son groupe qu'il appelle Bathory en référence à la comtesse. Par ailleurs, en 1987 il écrira également une chanson intitulée Woman of Dark Desires sur l'album Under the sign of the black mark qui fait référence à Élisabeth Báthory.
- Le groupe Cradle of Filth a sorti en 1998 un album intitulé Cruelty and the Beast dont le personnage principal n'est autre qu'Élisabeth Báthory en anglais : Elizabeth Bathory.
- Le groupe de power metal Kamelot lui a consacré une chanson en trois parties intitulée Élisabeth, sur l'album Karma sorti en 2001. Les trois parties se nomment respectivement Mirror Mirror, Requiem for the Innocent et Fall From Grace.
- Le groupe de drone doom Sunn O))) a composé une chanson du nom hongrois de la comtesse Bathory Erzsebet sur l'album Black One (en) (2005)
- Le groupe Forever Slave écrivit un titre à son nom : Erzebeth Bathory's song, tiré de la démo Resurrection, sorti en 2004.
- Le groupe de black metal hongrois Tormentor lui a également consacré la chanson Elizabeth Bathory. Cette dernière sera reprise par le groupe de black metal Dissection sur leur EP Where Dead Angels Lie (1997).
- Le groupe de metal suédois Ghost lui consacre une chanson, Elizabeth, dans son album Opus Eponymous (2010).
- Le groupe suédois Opera Diabolicus sort en 2012 l'album 1614, entièrement consacré au mythe de la comtesse sanglante.
- Le groupe de trash metal Slayer s’inspire de la comtesse Báthory dans la chanson « Beauty trough order » présente dans l’album World Painted Blood.
- Le groupe de metal américain Butcher Babies lui a consacré une chanson, Lilith, dans leur nouvel album Lilith (en).
- La chanteuse écossaise Karliene Reynolds dresse un portrait mystérieux et fidèle d'Élisabeth Bathory, notamment dans sa chanson Blood Countess sortie en 2018.

### Jeux
- Élisabeth Báthory est représentée dans Diablo II comme un boss optionnel : « La comtesse » un livre déclenchant la quête raconte une partie de son histoire.
- Élisabeth Báthory est l'un des personnages récurrents des jeux de société vidéo interactifs Atmosfear.
- Élisabeth Báthory est également représentée dans Second Life en Transylvanie.
- Élisabeth Báthory incarne également un Servant de classe Lancer dans les jeux Fate/EXTRA CCC, Fate/EXTELLA et de classe Lancer, Assassin, Saber, Caster et Rider dans le jeu mobile Fate/Grand Order[39].
- Elle est évoquée dans Mortal Kombat comme la figure historique préférée de Skarlet, personnage née du sang des milliers d'ennemis de Shao Kahn.
- Élisabeth Báthory représente l'ennemie principale dans Castlevania: The New Generation, jeu sorti sur Mega Drive. Elle y tente de ressusciter Dracula en déclenchant la Première Guerre mondiale.
- Alcina Dimitrescu (alias Lady Dimitrescu), antagoniste principale du jeu Resident Evil Village, est très fortement inspirée de la comtesse Élisabeth Báthory.
- Élisabeth Báthory est une Immortelle de classe légendaire dans le jeu sur application mobile Infinity Kingdom développé par l’éditeur Yoozoo Games.